# Karl Fahlgren
Karl Hjalmar Fahlgren, född den 21 december 1900 i Skellefteå, död den 18 december 1973 i Umeå, var en svensk teolog och skolman.
Efter studier vid Fjellstedtska skolan blev Fahlgren 1922 student vid Uppsala universitet, där han avlade teologisk-filosofisk examen vid Lunds universitet 1923 samt teologie kandidatexamen och praktiskt teologiskt prov 1925. Han prästvigdes för Luleå stift sistnämnda år. Fahlgren blev komminister i Åsele församling 1926 och kyrkoherde i Jörns församling 1932. Han avlade teologie licentiatexamen 1930 och promoverades till teologie doktor 1932. Efter att ha beviljats avsked från kyrkoherdetjänsten blev Fahlgren vikarierande lektor vid Högre allmänna läroverket i Kalmar 1933 och extra lärare vid Bromma högre allmänna läroverk 1935. Han innehade tjänst som lektor vid Visby högre allmänna läroverk 1936–1964 men var samtidigt rektor vid folkskoleseminariet i Umeå 1943–1964.  Fahlgren var ordförande i Pedagogiska sällskapet och Föreläsningsföreningen i Umeå 1944–1955, ledamot av stadsfullmäktige där 1951–1958 och styrelseordförande i Sveriges lärares nykterhetsförbund 1952–1960. Han publicerade uppsatser i exegetiska, kulturhistoriska, pedagogiska, etiska och dogmatiska frågor.